# L'amante di Lady Chatterley (film 1955)
L'amante di Lady Chatterley (L'Amant de Lady Chatterley) è un film del 1955 diretto da Marc Allégret il quale scrisse la sceneggiatura assieme a Joseph Kessel, Philippe de Rothschild e Gaston Bonheur, basata sul romanzo L'amante di Lady Chatterley di David Herbert Lawrence.

## Trama
La moglie di un inglese storpio ed impotente ha una relazione con un bel guardiacaccia e ne rimane incinta.
Il marito viene a saperlo e, quando lei pretende che all'amante venga riconosciuta la paternità del bambino, la caccia di casa.

## Distribuzione
Il film fu distribuito per la prima volta in Francia, paese in cui è stato girato, il 7 dicembre 1955; nello stesso anno ma nel giorno di Natale fu distribuito anche in Giappone. L'anno successivo toccò poi alle nordiche Finlandia (30 marzo 1956) e Svezia (30 aprile 1956), sbarcando quindi per la prima volta anche oltreoceano negli USA (16 novembre 1956 a Washington). Il 10 luglio 1959 fu pubblicato anche a New York; con date non note fu inoltre distribuito in altri paesi come Italia, Grecia, Belgio e Germania.